# Selina Jörg
Selina Jörg (Sonthofen, 24 de enero de 1988) es una deportista alemana que compite en snowboard, especialista en las pruebas de eslalon paralelo.
Participó en tres Juegos Olímpicos de Invierno, entre los años 2010 y 2018, obteniendo una medalla de plata en Pyeongchang 2018, en el eslalon gigante paralelo, y el cuarto lugar en Vancouver 2010, en la misma prueba. Ganó tres medallas en el Campeonato Mundial de Snowboard, en los años 2019 y 2021.

## Medallero internacional
| Juegos Olímpicos   | Juegos Olímpicos            | Juegos Olímpicos  | Juegos Olímpicos         |
| Año                | Lugar                       | Medalla           | Competición              |
| ------------------ | --------------------------- | ----------------- | ------------------------ |
| 2018               | Pyeongchang (Corea del Sur) | Medalla de plata  | Eslalon gigante paralelo |
| Campeonato Mundial |                             |                   |                          |
| Año                | Lugar                       | Medalla           | Competición              |
| 2019               | Park City (Estados Unidos)  | Medalla de oro    | Eslalon gigante paralelo |
| 2021               | Rogla (Eslovenia)           | Medalla de oro    | Eslalon gigante paralelo |
| 2021               | Rogla (Eslovenia)           | Medalla de bronce | Eslalon paralelo         |